# La Elipa
La Elipa es un sector de Madrid (Comunidad de Madrid, España) situado en el barrio de Ventas del distrito de Ciudad Lineal. Linda al norte con El Carmen, al este con el cementerio de La Almudena, al sur con el distrito de Moratalaz y al oeste con la avenida de la Paz.

## Localización
La Elipa se sitúa en torno a la avenida del Marqués de Corbera, y la tipología de sus edificios se corresponde con las construcciones de protección oficial de las décadas de 1960 y 1970. El pulmón de la zona es un pinar en el que se encuentra un colegio nacional y un instituto de educación media. Este pinar quedó bastante reducido debido a la construcción de la autovía M-30, aunque muchos de sus habitantes se movilizaron para evitar su desaparición.

## Historia
Entre 1212 y 1219 los Lujanes, antiguo linaje madrileño, tenían un señorío en lo que se conocería como La Elipa. Fue concedido por el rey a Miguel Ximénex de Luján, quien le puso el nombre en recuerdo de su mujer, Phelipa de Vargas. A principios del siglo XIX, la Elipa pertenecía al término municipal de Vicálvaro, al igual que Moratalaz.
Remontándonos al medievo, Vicálvaro estaba comprendido por las siguientes poblaciones (tres concejos): Vicálvaro, Ambroz y La Torre del Campo, además del despoblado de San Cristóbal, y tres términos de señorío: La Elipa, La Encomienda de Moratalaz, y el monte de Coslada que inicialmente eran terrenos destinados al cultivo de la vid.
Posteriormente La Elipa fue lugar de asentamientos de antiguos traperos que iban casa por casa en Madrid, recogiendo las basuras sin más compensación económica que lo poco que sacaban para los animales que mantenían, la carbonilla que vendían cuando la escasez de carbón y poco más. Estos traperos para llegar a Madrid debían atravesar el arroyo Abroñigal (oculto posteriormente, cuando a principios de la década de 1970 se construyó sobre él la M-30). Para atravesar este arroyo, utilizaban el puente de La Elipa y a continuación cogían un camino que llegaba al paseo del Doctor Esquerdo. Este puente se encontraba junto al parque de la Fuente del Berro, donde empieza la avenida del Marqués de Corbera.
Hacia 1880 en Madrid-capital se vio la necesidad de construir un nuevo cementerio moderno de gran capacidad, pero como no había un terreno apropiado en el término de la ciudad, el nuevo cementerio se hizo en el término de Vicálvaro, de modo que el gran trozo de terreno del nuevo cementerio se compró a Vicálvaro y se anexionó a Madrid hacia 1886.
El 8 de octubre de 1890, Argüelles (1833-1925) tomó posesión de la alcaldía de Madrid, al dimitir de tal cargo el duque de Vista Hermosa. Una de las primeras disposiciones que adoptó desde tal cargo fue la plantación de 50 000 árboles en los terrenos de La Elipa, en el entorno de la Necrópolis del Este. En el año 1951 el término municipal de Vicálvaro fue anexionado a Madrid debido al gran caos urbanístico que existía en la zona de las actuales barrios de La Elipa y Moratalaz y porque Madrid necesitaba espacio para crecer. Madrid crecía, de otras tierras llegaban pobladores, en busca de un trabajo, Madrid necesitaba mano de obra y para ello recibía a nuevas gentes. Pero esos humildes inmigrantes no tenían acceso a viviendas en el casco antiguo.
Los vecinos del barrio que constituían su población en 1924 eran humildes trabajadores en su mayor parte de los tejares de don Sixto según recoge el diario tradicionalista El Siglo Futuro en la noticia de las fiestas religiosas de La Elipa su edición del 6 de junio de 1924.
A partir de la segunda mitad de los 1950, se abrió una nueva etapa en el problema de la falta de viviendas: debido al éxodo rural y a la proliferación del chabolismo en Madrid y otras capitales, había que recurrir nuevamente a construcción de colonias siguiendo el modelo de las U.V.A., los poblados de absorción o los poblados dirigidos, con la promoción oficial de viviendas. Tal y como preveía el Ministerio de la Vivienda, los nuevos proyectos urbanísticos mejoraron en calidad, gracias a la intervención de la iniciativa privada.
Por ejemplo un barrio de este tipo fue el de La Elipa, y otros diversos, en la zona de San Blas-Canillejas. A pesar de que las viviendas construidas lo fueron por iniciativa privada, los beneficiarios de las mismas disfrutaron en muchos casos de importantes subvenciones por parte del I.N.V. a la hora de financiar la compra de sus viviendas, préstamos y cuotas de entrada.
Hasta esta época (años cincuenta) las actuales calle de San Maximiliano y avenida de Marqués de Corbera formaban un solo vial, que era conocido como la calle de La Elipa. La construcción de unos bloques de viviendas, que tenían su entrada por la avenida, dieron a la principal vía del barrio su ancho actual.

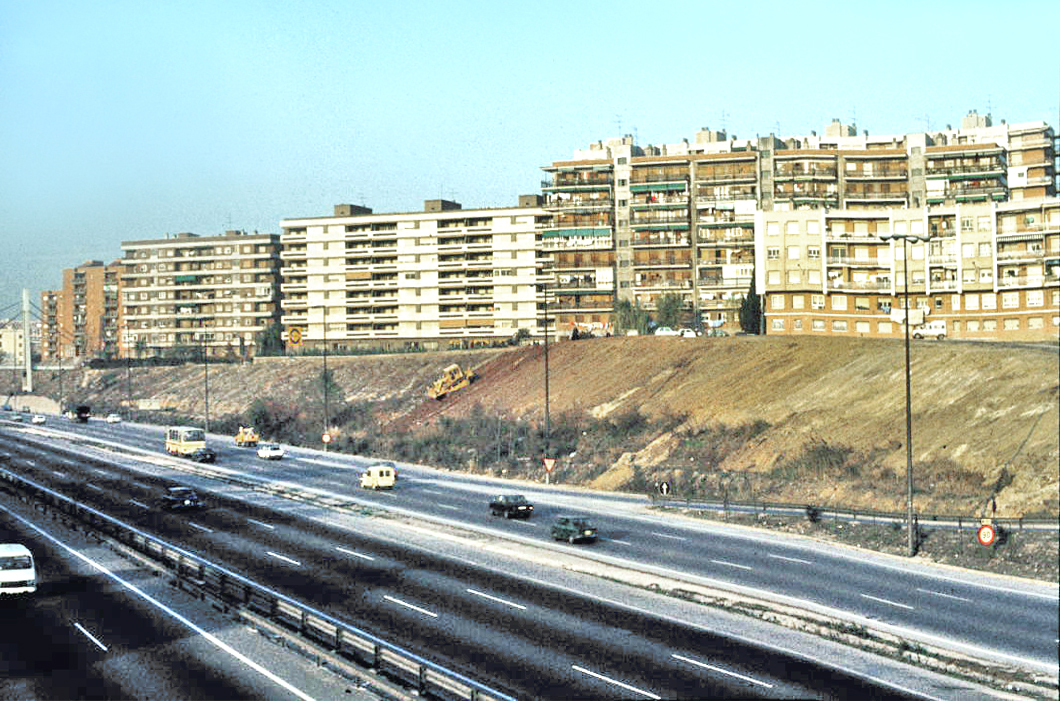
Obras de "ajardinamiento" del talud de la M-30 junto a La Elipa en 1980

No fue, sin embargo, hasta la llegada de los ayuntamientos democráticos, en 1980, cuando se procedió al asfaltado de todas las calles del barrio gracias a la fuerte lucha vecinal que no dejó jamás de intentar mejorar los equipamientos del barrio. 
Y una única línea de autobuses municipales ("el veintiocho") hacía el recorrido por las calles que sí lo estaban. Bordeaba las casas bajas que existían junto al puente de la avenida de Daroca, recorría Santa Prisca, una pequeña parte de la avenida, y, circulaba por la calle de María Teresa Sáenz de Heredia, hasta el pinar. Bajaba por la actual calle de Félix Rodríguez de la Fuente y conectaba con la prolongación de O'Donnell. Existían también unas camionetas pertenecientes a una empresa privada que conectaban la plaza de Manuel Becerra con el cementerio de La Almudena (P-10) y el barrio de Quintana con el de Vallecas (P-13), conocida popularmente como "La Petra". Estas camionetas, que circulaban por La Elipa, pasaron a ser las líneas, de la E.M.T., 110-210 y 113. Tras el total asfaltado de la avenida, la empresa municipal procedió a que su línea 15, que entonces llegaba sólo hasta la plaza de Felipe II (en Goya) tuviese una de sus cabeceras en el barrio, con lo que conectaba este con el centro de la ciudad por autobús.
El asfaltado de las calles que no lo estaban fue una gran mejora para la mayoría de los vecinos. Pero no para uno, el dueño de una vaquería que se encontraba en el principio de la calle José Luis de Arrese. Esta explotación ganadera (de las que existían más casos en el entorno, como en Pueblo Nuevo) resistió todo lo que pudo a la expropiación y se llegó a tener que hacer una desviación de la avenida en su discurrir hacía el puente de la M-30. Finalmente se procedió al desalojo, y la travesía de José Luis de Arrese (llamada entonces por los vecinos "el callejón"), la calle del mismo nombre, y, la avenida, se conectaron.
Cuenta con varios colegios públicos, uno privado y un instituto de educación secundaria, bachillerato y FP Francisco de Goya-La Elipa, el cual se consiguió gracias a la constante lucha vecinal y a la  Asociación de Padres de Alumnos debido a la escasez del mismo en el barrio.
Destacar la figura incansable de dos mujeres, aparte del resto del barrio: Dolores Bueno (conocida como Loli) y Angustias Alonso, que tuvieron gran peso en la consecución del mismo así como, otras mejoras para los vecinos del barrio como el asfaltado de calles, instalaciones deportivas, zonas ajardinadas de la calle de Santa Genoveva, lucha por el metro, etc.[cita requerida]
En los primeros años, antes de su construcción, se derivaba a los alumnos a Moratalaz a dar clases allí. En 1978, el instituto empezó a funcionar en horario de tarde en el colegio Gustavo Adolfo Bécquer a propuesta de los padres que lo solicitaron ante el Ministerio de Educación (lo cual no estuvo exento de polémicas y problemas de estabilidad en el primer curso llegando los padres incluso a formar guardia en las instalaciones del colegio para evitar males mayores)  hasta que en 1983 se inauguró de manera definitiva su edificio en la calle Santa Irene, 4. Misma fecha en la cual, Dolores Bueno dejaría su cargo como primera Presidenta del APA del centro, ya que el objetivo se había conseguido.[cita requerida] En un primer lugar se llamó Instituto Barrio de La Elipa, pero con la llegada de la educación secundaria, se cambió a Francisco de Goya, a propuesta del claustro de profesores, manteniendo para la FP el nombre del barrio.[cita requerida]
Este modelo pionero de impartir clases de Bachillerato en un colegio mientras se construía el propio centro, sería copiado posteriormente por los vecinos del barrio de Bilbao que también conseguirían el mismo objetivo, el cual pasaría a llamarse "Barrio de Bilbao".

## Etimología
Sobre el origen del nombre, se especula con la hipótesis de que su etimología provenga de una mujer llamada Felipa, vecina o propietaria de terrenos en estos contornos, a la que en una elipsis le quitaron la f.

## Lugares

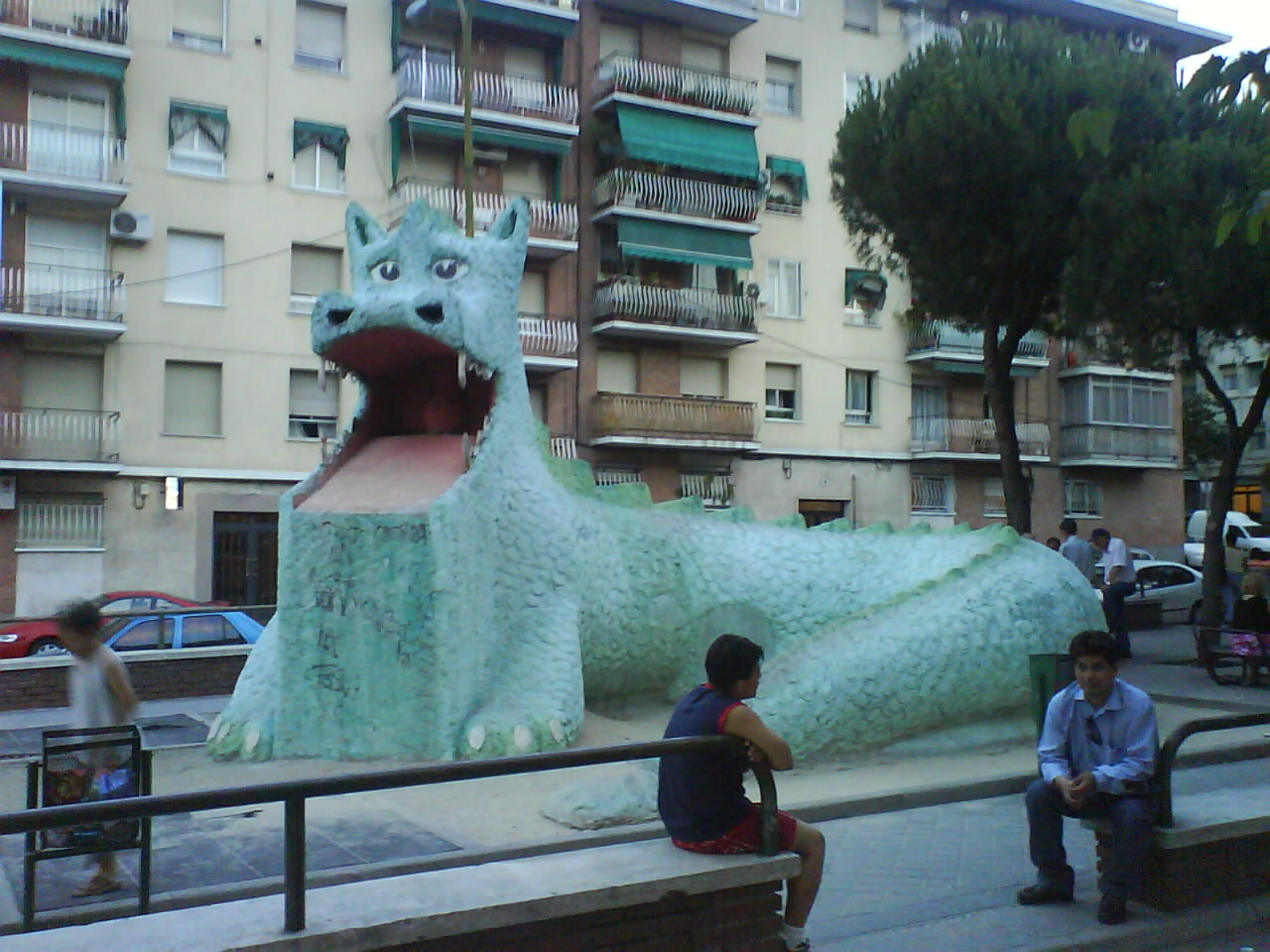
Dragón de La Elipa.

Volviendo a la Avd. de Marqués de Corbera, una fuente luminosa, modelo estándar con sus discretos surtidores amarillos, realza y centra esta plaza sin nombre ni apellidos, encrucijada anónima y populosa del barrio de La Elipa, al otro lado de la M-30, que forman la avenida del Marqués de Corbera y la calle de José Luis de Arrese. Junto a dicha fuente, se encuentra el icono más representativo de la zona: el dragón sedente que preside una zona de juegos infantiles. El fingido monstruo que no arrojaba fuego, sino niños, por su boca aparecía brevemente en los títulos de crédito de Barrio Sésamo como tótem de la entrañable pandilla de Espinete, Don Pimpón, Epi, Blas y la rana Gustavo. En 2009, encontrándose en un estado de deterioro importante, este símbolo estuvo a punto de desaparecer. No obstante, gracias al desinteresado esfuerzo de los vecinos, fue rehabilitado, un hecho que gozó de gran repercusión mediática.
Fruto de las reivindicaciones de La Elipa por el Metro durante décadas, el 16 de febrero del 2007 fue inaugurada la estación de Metro de La Elipa, perteneciente a la Línea 2 y situada en la avenida del Marqués de Corbera, esquina con la calle Santa Felicidad.
Por Marqués de Corbera suben discretas y motorizadas las comitivas fúnebres camino del cementerio del Este, o necrópolis de la Almudena. En lo alto de la empinada cuesta que forma el paseo abundaban los talleres de los marmolistas artesanos de lápidas y panteones. El ladrillo visto y el hormigón armado forman cuadrículas anónimas que desorientarían al más pintado de los cronistas, taxistas o carteros, tres gremios que se jactan de conocerse al dedillo el callejero de la urbe.

## Escena musical y cultura popular
En el barrio de La Elipa se forma, en 1974, Burning, grupo de rock cuyas canciones «Es especial» o «¿Qué hace una chica como tú en un sitio como este?» entre otras, son muestra de la llamada Edad de oro del pop español. Al rebufo de la Movida madrileña, se creó el eslogan La Elipa sí que flipa.
Burning hacen alusión a La Elipa en varias de sus canciones: en «Jim Dinamita» ("en la Elipa nací y Ventas es mi reino", "delante, en la avenida, o atrás en el callejón, donde tú más cameles, te espero yo"), se refiere a la avenida de Marqués de Corbera y la travesía de José Luis de Arrese. En «Hermano», el protagonista era un chico que vivía en el barrio y la plaza de la que habla la canción era una de las que hay entre las calles Santa Felicidad y Santa Genoveva. En «Weekend», El Manivela era un pub que se encontraba en la travesía de José Noriega.
La afición por la música en el barrio fue una constante en los años setenta, ochenta y noventa, y los grupos de gente que paraba en la plaza del Cine Galaxia, en La Feli, El Muro o Gerardo Cordón contaban con músicos aficionados —que en algunos casos se profesionalizaron— de multitud de estilos: blues, rock, flamenco, pop y canción de autor. Algunos de los grupos salidos de La Elipa son Unión Penosa, más tarde conocidos como Los Siguientes, de tintes rocanroleros y canallescos, Liquidillo Antifascista y Matando Gratix, de estilo punk. El cantautor Ángel Robledillo también es originario de La Elipa.
Los raperos Látex Diamond y Sholo Truth son originarios de La Elipa.
La Elipa ha aparecido en numerosas películas como Días de fútbol, ¿Qué hace una chica como tú en un sitio como este? o Barrio.
La Elipa contaba con un periódico digital dedicado al barrio, La Elipa Hoy. Actualmente, cuenta con una radio comunitaria por internet realizada por los propios vecinos, Radio La Elipa, en colaboración con la asociación de vecinos La Nueva Elipa.
La Elipa también cuenta con un centro cultural bastante activo.

## Sanidad
El barrio, como todo el distrito al que pertenece, se encuentra, en un principio, encuadrado en el área sanitaria 4, con el Hospital Ramón y Cajal como centro de referencia. Pero un acuerdo específico, impulsado por su asociación de vecinos con las autoridades sanitarias de la región, lo situaron en el área sanitaria 2 (Hospital Universitario de la Princesa, y, el centro de especialidades de Doctor Esquerdo).
Ante la creación de nuevos hospitales en la comunidad autónoma se estaba planteando una nueva estructuración de la sanidad madrileña. Un proyecto de Decreto (de 25 de julio de 2006) establecía una nueva zonificación sanitaria, situando al distrito de Ciudad Lineal en tres zonas distintas. La parte sur del distrito (distrito postal 17, al que pertenece La Elipa) estaría en el área sanitaria 1, con el Hospital Gregorio Marañón, inicialmente llamado hospital provincial Francisco Franco, como hospital de referencia. El Gregorio Marañón antes de la transferencia de la Sanidad a la Comunidad de Madrid, era el único centro dependiente de la comunidad autónoma. Este proyecto ha quedado desfasado por la implantación del área única.
El centro de salud de Daroca es el centro de atención primaria de referencia del barrio de La Elipa.

## Equipamientos e instalaciones
Dispone de dos instalaciones deportivas: El campo de fútbol municipal Las Cocheras, situado en la calle San Lamberto, y la instalación deportiva municipal Arroyo de la Media Legua, situada en el paseo de las Trece Rosas. En el límite con el barrio de Moratalaz se encuentra el polideportivo de La Elipa, que a pesar de su nombre no pertenece al distrito de Ciudad Lineal, sino a Moratalaz. En dicho polideportivo, aparte de piscinas y otras instalaciones deportivas, se encuentra uno de los pocos campos de béisbol de hierba de España, donde juegan y entrenan, entre otros, la escuela municipal de béisbol de Madrid, el Club Deportivo La Elipa y los Madrid Brewers.
El distrito de Ciudad Lineal acometió a finales de 2007 obras de mejora y modernización en el Campo Las Cocheras, que incluyó la instalación de césped artificial. Durante la jornada de reapertura tuvieron lugar una serie de actividades en las que participaron los escolares de los colegios del entorno, y que contaron con la participación del que fue jugador del Atlético de Madrid, Milinko Pantić. Asimismo se celebró un partido amistoso entre un equpipo formado por veteranos del Atlético de Madrid y otro formado por cuerpos de seguridad del distrito.
El campo de fútbol municipal Arroyo de la Media Legua ha sido remodelado, y ya cuenta con césped artificial desde el año 2009.
Entre los clubes deportivos con sede en La Elipa, cabe citar al Club Asociación de Vecinos La Nueva Elipa, al Filtros Cartés, al Roma y al Juventud de la Elipa.
El 16 de febrero de 2007 se inauguró la estación de Metro de La Elipa, continuación de la línea 2 desde Ventas.
El barrio cuenta con la Asociación de Vecinos La Nueva Elipa, que tiene un largo historial de reivindicaciones sociales por el barrio, y que continúa trabajando por y para los vecinos de La Elipa.
Dispone de un centro cultural La Elipa, una biblioteca municipal La Elipa (antiguamente Islas Filipinas), un centro de mayores "Islas Filipinas" y una casa de la Juventud.
Centros educativos
- Educación infantil y primaria:
  - Gustavo Adolfo Bécquer
  - Leopoldo Alas
  - San Juan Bosco

- Educación secundaria, bachillerato y FP
  - IES Francisco de Goya - La Elipa

- Enseñanza privada:
  - Nuestra Señora de la Merced

## Comunicaciones

### Metro
- Línea 2 de metro de Madrid (Línea Roja)

### Autobús
- Línea 15
- Línea 28
- Línea 71
- Línea 106
- Línea 110
- Línea 113
- Línea 210

### Autobuses nocturnos
- Línea N6 (en Avda Marqués de Corbera)
- Línea N7 (en Avda Daroca)

## Fiestas
Se celebran en septiembre, La Elipa es el único barrio en Ciudad Lineal que mantiene fiestas propias.

### Pregoneros
- 1985.- Tierno Galván, alcalde de Madrid.
- 1990.- Ana Obregón
- 1998.- ‘’Álvaro Báez de Pérez de Tudela’’, jugador de baloncesto
- 2007.- David Meca, campeón mundial de Natación.
- 2008.- Pedro Montoliú, Cronista Oficial de la Villa de Madrid y director de Madridiario.es
- 2009.- Juan Ignacio Ocaña y Ana Belén Roig, periodistas y presentadores de televisión
- 2010.- Antidio Vinuesa, presidente de la AVV La Nueva Elipa
- 2018.- ‘’colectivo "Trece Espinas"’’

### Actuaciones principales
- 1977.- Pablo Guerrero
- 2000.- Melón Diésel
- 2001.- M Clan
- 2002.- El Canto del Loco, Amaral
- 2005.- José Mercé
- 2006.- David Civera
- 2007.- Álex Ubago, Guaraná, Second
- 2008.- Doctor Deseo, Lolita, Iguana Tango, El Combo Linga, Los Kontrafuertes
- 2009.- Kiko Veneno, Huecco
- 2010.- Siniestro Total, Alamedadosoulna
- 2011.- Celtas Cortos, Loquillo
- 2012.- Burning
- 2013.- Def Con Dos
- 2014.- Coti
- 2015.- Nacha Pop
- 2016.- Los Toreros Muertos
- 2017.- Boikot
- 2018.- Gatillazo, Revólver
- 2019.- Siniestro Total

### Carrera Popular
- 2014.- XXXVI carrera popular de La Elipa

### Fiesta de la bicicleta
- 2014.- XII fiesta de la bicicleta

### Mercadillo popular de artesanía
- 2014.- I Mercadillo popular de artesanía